# Luteránský kostel Nanebevstoupení
Luteránský kostel Nanebevstoupení (fr. Église luthérienne de l'Ascension) je farní kostel v Paříži, který slouží Sjednocené protestantské církvi ve Francii. Nachází se v 17. obvodu v ulici Rue Dulong č. 47.

## Dějiny
Dne 25. prosince 1835 byl otevřen kostel v Batignolles, který spoluřídila reformovaná konzistoř a luteránská konzistoř v Paříži v rámci konkordátu. V březnu 1836 bylo rozhodnuto, že eucharistii bude slavit luteránský pastor o Velikonocích a reformovaný pastor o Vánocích. Ale v roce 1840 luteránská konzistoř od projektu ustoupila.
V roce 1866 německá mise pro přistěhovalecké dělníky postavila luteránský kostel se školou v přízemí. V roce 1874 zde byly instalovány varhany z továrny Gebrüder Link. Sklář Charles de Champigneulle instaloval velká vitrážová okna.
V roce 1910 byla postavena nová novogotická fasáda do ulice. Stavba byla slavnostně otevřena 24. dubna 1910 pod názvem kostel Nanebevstoupení. Farnost se stala členem Francouzské evangelické luteránské církve, která se v roce 2013 připojila ke Sjednocené protestantské církvi.

## Architektura
Kostel má obdélníkový půdorys s dřevěnou klenbou. V ose chóru visí kopie obrazu Kristus v rákosí od Guida Reniho, uchovávaný v muzeu Louvre. Kostel osvětluje šest vitrážových oken. Na západě Dvanáctiletý Ježíš v chrámě, Ježíš u Galilejského jezera, Poslední večeře, Ježíš na hoře Olivetské, Setkání na cestě do Emauz. Na východě starožitná lampa, otevřená Bible s alfou a omegou a holubice.